# Oricopis guttatus
Oricopis guttatus là một loài bọ cánh cứng trong họ Cerambycidae.